# 𪀋姓
𪀋姓是中國傈僳族的一個罕見姓氏，分佈於雲南省麗江市永勝縣河腰村，約100餘人使用。該氏族以鳥為圖騰並自認作鳥的後代，因而以傈僳語的“鳥”來指稱本族的姓氏。“𪀋”是一個特殊的切音合文，用“鳥”“甲”的反切拼讀讀音。
由於該生僻字不易於書寫和輸入，在登記姓氏時常誤作「鴨」。而《說文長箋》《康熙字典》等字書所收錄的“鴨”的異體字“𪀋”，與該姓氏實爲同形字關係，音義并無關聯。